# Santa Luzia (Minas Gerais)
Santa Luzia é um município brasileiro do estado de Minas Gerais, pertencente à Região Metropolitana de Belo Horizonte. Localiza-se a 19º46'11" de latitude sul e 43º51'05" de longitude oeste, a uma altitude de 751 metros. Sua população, de acordo com as Estimativas 2024 do IBGE, era de 229 483 habitantes, com a maior concentração populacional e atividade comercial no distrito de São Benedito, situado a oito quilômetros do centro do município.

## História

### Período colonial

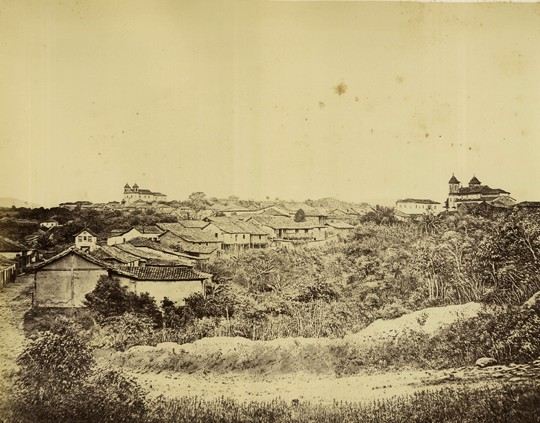
Vista da primitiva cidade de Santa Luzia, com destaque ao Santuário Arquidiocesano Santa Luzia com sua antiga fachada

A história do município originou-se com aventureiros que em busca de riquezas, descobriram Santa Luzia. Tudo começou, em 1692, durante o ciclo do ouro. Uma expedição dos remanescentes da bandeira de Borba Gato implantou o primeiro núcleo da Vila, às margens do Rio das Velhas, no qual se fazia garimpo de ouro de aluvião. Em 1695 uma grande enchente do rio destruiu todo o povoado, localizado próximo ao atual bairro de Bicas, então o pequeno vilarejo mudou-se para o alto da colina, onde hoje, é o centro histórico da cidade. Em 1697, ergueu-se o definitivo povoado, que recebeu o nome de Bom Retiro. Em 1724 foi criada a Freguesia de Santa Luzia, subordinada a Sabará.
Havendo já alguns arraiais nas proximidades e ao longo do Rio das Velhas, existia entretanto, um grande hiato entre Roça Grande e a região de Sete Lagoas, tornando-se difícil o abastecimento das populações nômades e o descanso das tropas que de mandavam o norte do estado. Nessa época, começaram a surgir várias fazendas, em vastos latifúndios, criadas para o descanso do gado e para suprir o abastecimento regional.
Com o movimento crescente que se operava na região de Sete Lagoas, foram abertas várias estradas, que, atingindo Jequitibá, atravessavam diversas localidades, entre elas, o arraial de Santa Luzia. Estas estradas desempenharam importante papel no povoamento da região, não só pelo intenso comércio que propiciavam como também, pelo estabelecimento de ranchos e capelas e pelos numerosos contingentes humanos, que por elas afluíam as Minas, vindos do Norte e dos portos da Bahia. O povoado definitivo de Santa Luzia teria surgido entre 1721 e 1729, no alto das colinas, em cujos vales corriam o córrego das Calçadas, o córrego Seco ou do Dantas e o córrego dos Cordeiros, socavados na época, por mineradores em busca de ouro.

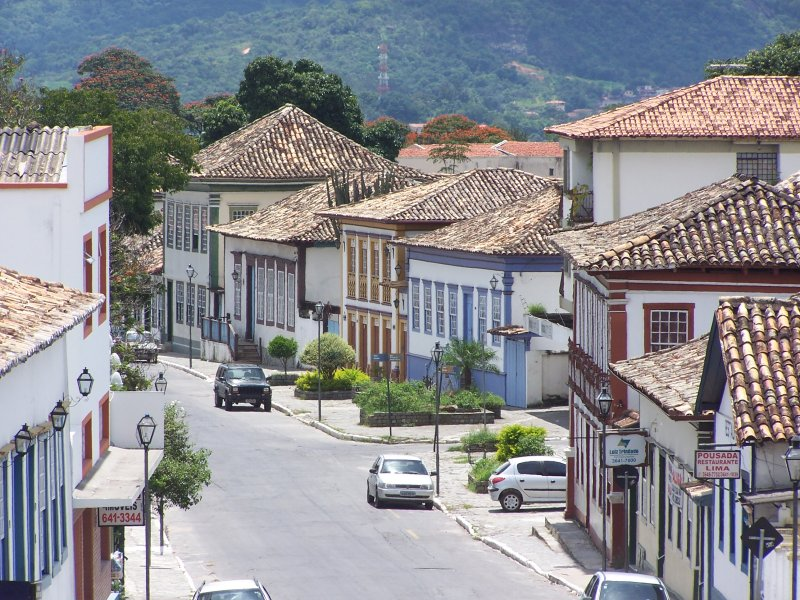
Rua Direita

 Nesse local, no topo da colina, edificou-se um rancho que acolhia numerosas tropas vindas de Sabará e outras localidades, pelas estradas que se cruzavam em forma de um "T" e que deram origem à rua do Serro, rua Direita e rua Santa Luzia. Porém, ao contrário da maioria das povoações mineiras da época, Santa Luzia cresceu e floresceu muito mais em função do comércio que da mineração. Os trabalhos mineratórios desenvolveram-se nos córregos das Calçadas, Seco e Cordeiros, mas o povoado não cresceu ali, e sim no alto de uma colina próxima, junto a um rancho que acolhia tropas que faziam o comércio entre o sertão e o Rio de Janeiro. É importante ressaltar o fator religioso na formação do povoado, pois este só surgiu quando faiscadores e tropeiros construíram uma capela, dedicada a Santa Luzia, em frente ao rancho, que foi mais tarde, inteiramente aproveitada para a capela-mor da matriz. A construção da capela, em lugar de movimento de tropas, serviu para desenvolver a atividade comercial no local, atraindo para lá pessoas que se encontravam dispersas pelas regiões vizinhas. O lugarejo foi crescendo perto da capela, a beira das estradas, convivendo, lado a lado, residências e casas comerciais. O arraial se formava na a interseção de duas estradas: a que vinha de Sabará em direção ao sertão, a caminho do Serro e Bahia, atingindo o rancho em frente a antiga entrada da Capela, dando origem à "Rua do Serro"; e a estada da direita da antiga capela, que seguia em direção a Lagoa Santa e Sete Lagoas recebeu o nome de "Rua Direita". Em 1734 já havia bastante gente no arraial, que se espraiava pelo espigão e pelas ladeiras que subiam do córrego das Calçadas. A atividade mineradora se extinguiu, dando lugar a intensificação do comércio, que em 1740 já contava com 30 estabelecimentos. Nessa época, Santa Luzia desempenhava importante papel de centro comercial, fazendo transação de peles e salitre, com o norte do estado e com o Rio de Janeiro. Devido à sua localização estratégica, o povoado muito floresceu em função do comércio das áreas mineradoras, exercendo o papel de entreposto comercial do sertão. Em documento de 1752, o bispo de Mariana, D. Frei Manoel da Cruz, propõe a transferência da sede da paroquia do arraial de Roça Grande para o de Santa Luzia, justificando: 
| “ | (...) o arraial de Santa Luzia é um dos mais populosos das Minas e a sua Igreja é nova, com bastante grandeza e bem paramentada, estando quase no meio da freguesia, circunstâncias todas que concorrem para V. Majestade ser servido mandar fazer a sobredita mudança (…) | ” |

A qual só se efetivou em 1779, após uma série de reveses com a paroquia de Roça Grande. A medida que o arraial progredia, formava-se, ali, uma elite social abastada, com hábitos sofisticados da vida e cultura com marcante influência francesa. Santa Luzia, seguiu a tradição de importantes vilas mineiras, como Sabará e Diamantina, que cedo desenvolveram o gosto da literatura e do teatro. Já na segunda metade do século XVIII tem-se notícia da inclusão de peças teatrais no programa de suas festas cívico religiosas, além da realização de óperas em diversas vilas, como, por exemplo, em Sabará, em 1799. 

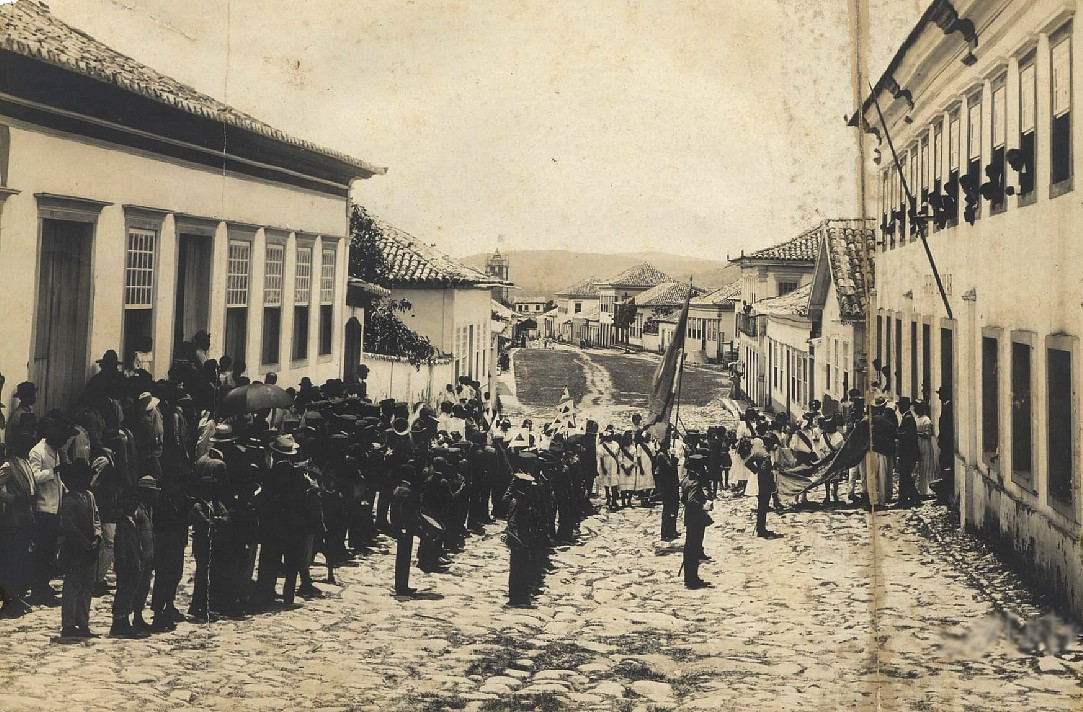
Evento cívico em frente a o grupo escolar no início do século XX.

O espírito religioso dos luzienses não traduziam-se apenas na construção de belos templos, mas também em algumas festas tradicionais. As mais famosas eram a da padroeira do lugar, a do Rosário, promovida pelos negros, e a do Divino, pelos brancos, como parte dos festejos do "Ciclo da Ressurreição". Todas estas festas representavam um folclore de caráter tipicamente profano religioso, mesclando heranças africanas e portuguesas, como danças, procissões, fogos, rezas, músicas e missas. A semelhança dos demais núcleos urbanos das Minas Gerais daquela época, as festas eram realizadas com grande pompa, atraindo para o local romeiros de toda a redondeza.A partir da segunda metade do século XVIII a mineração do ouro começou a declinar e a economia local voltou-se para a produção agropecuária, acarretando certa retração das atividades urbanas. Entretanto, Santa Luzia, conseguiu manter relativo progresso devido, principalmente, à sua situação privilegiada de empório comercial, como constatou José Vieira Couto em 1801::: 
| “ | (...) Santa Luzia, lugar populoso e brilhante, e que deve seu melhoramento actual (cousa rara!) aos arraiaes de Minas, as suas lavras, e a ser, além disso, por causa da sua situação natural como um pequeno empório, onde vem surtir-se de alguns gêneros pertencentes ao commercio muitos negociantes de Piracatu e Serro. (…) | ” |

Também Saint-Hilaire, viajante francês que ali passou em 1817, ressaltou a importância da Paróquia de Santa Luzia em seu papel de entreposto comercial do sertão, sendo ponto de parada para as tropas que transitavam entre o sertão e o Rio de Janeiro. Nada citou sobre a mineração do ouro, provavelmente devido à insignificância econômica a que esta atividade estava reduzida naquela época.

### Pré-história
A região do Rio das Velhas já era habitada antes mesmo da chegada dos portugueses no ciclo do ouro. Os indígenas viviam em aldeias às margens do rio, que era chamado de Guaicuí, e de seus afluentes. No município de Santa Luzia a comprovação se dá por descobertas de sítios arqueológicos, nos quais foi possível encontrar ferramentas de pedra polida e lascada, vestígios de utensílios de cerâmica e pinturas rupestres.
Os materiais foram encontrados nas regiões do bairro Frimisa e Chácaras Santa Inês, sendo que este último, na década de 1970. Na época de abertura das vias, foram localizados centenas de cacos de cerâmica, comprovando a existência de um grande aldeamento pré-histórico. A maior parte dos materiais foi recolhido por arqueólogos da Universidade Federal de Minas Gerais.
Ao norte do município, no interior do Refúgio da Vida Silvestre de Macaúbas, foi encontrado um abrigo rochoso com diversas pinturas rupestres nas cores vermelho e preto, contudo ainda não foi objeto de pesquisa. A presença do ser humano no município pode ser até mais antiga, pois também na década de 1970 foi localizado no município de Pedro Leopoldo, a 20 quilômetros de Santa Luzia, o fóssil de Luzia, o fóssil humano mais antigo encontrado na América do Sul, com cerca de 12.500 a 13.000 anos.

### Padroeira da cidade

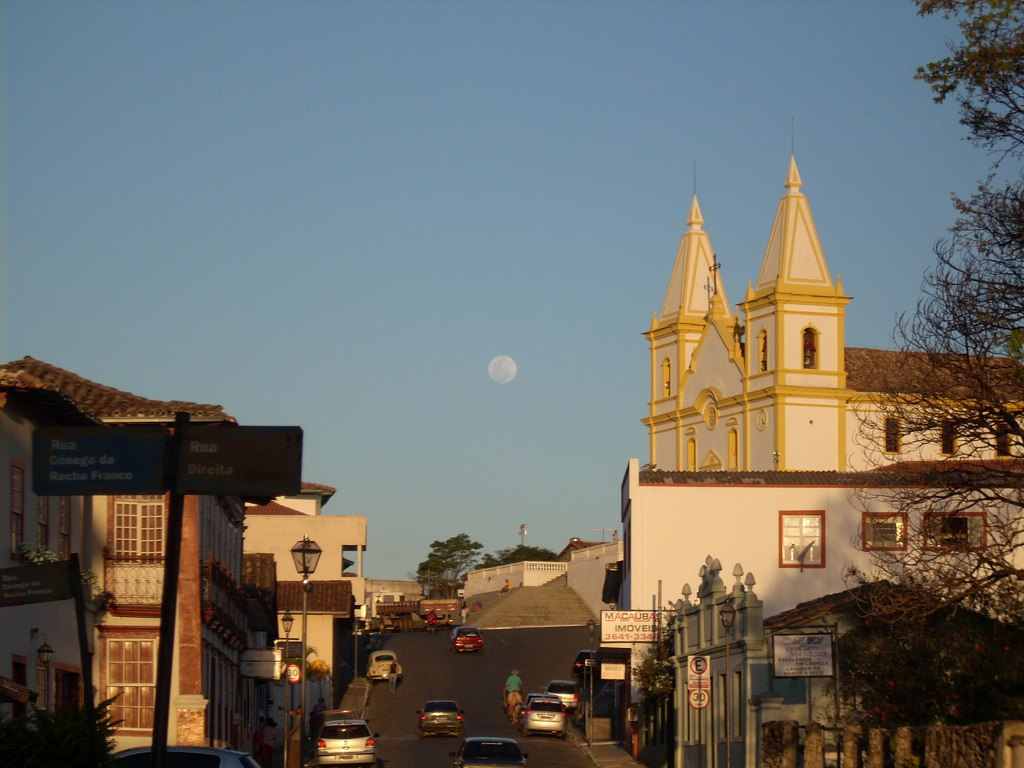
Vista do Santuário Arquidiocesano Santa Luzia na Rua Direita

Conta a história, que um pescador chamado Leôncio, que tinha problemas na visão, observou um objeto brilhando no rio, enterrado na areia. Quando pegou era a imagem de Santa Luzia, a santa protetora dos olhos, e assim se deu o primeiro milagre da santa, já que na mesma hora ele volta a enxergar. A imagem foi levada para a primeira capela do arraial, tornando-se a padroeira do município. Chegando a Portugal a notícia dos milagres que estavam sendo operadas padroeira do Bom Retiro de Santa Luzia, o Sargento Mor Joaquim Pacheco Ribeiro, que estava desenganado pela ciência médica da sua Pátria, volta sua última esperança para o poder divino. Faz um voto à Santa milagrosa do sertão mineiro, pedindo-lhe a visão perdida. Como recebeu o milagre, o nobre filho da terra lusitana não duvidou em dar cumprimento ao voto que fizera e vem com suas filhas Ana Senhorinha, Angélica e Adriana, começando a construção do templo, onde hoje está o Santuário Arquidiocesano Santa Luzia, localizada na Rua Direita, no Centro Histórico, em 13 de dezembro de 1758. O ouro empregado em toda construção de decoração interna foi doado por Antônio Martins Gil e extraído no Rio das Velhas. O serviço de moldura de talha foi feito por Felipe Vieira e Francisco de Lima Cerqueira, que encheram de glória a arte decorativa das Minas Gerais.

### Formação administrativa
A formação administrativa de Santa Luzia, Minas Gerais, passou por várias etapas ao longo de sua história. Um registro de 1761 já mencionava a necessidade de elevar o arraial à categoria de vila, destacando a presença de duas grandes igrejas na localidade e outras cinco nos arredores.
Em 18 de março de 1847, por meio da Lei nº 317, a localidade foi elevada à categoria de vila, recebendo a denominação de Vila de Santa Luzia. Naquela época, as freguesias dos atuais municípios de Sete Lagoas, Santa Quitéria (Esmeraldas), Lagoa Santa e Matozinhos faziam parte da vila. O aniversário da cidade é comemorado nesta data, assim como em outras cidades coloniais.
Entretanto, em 1850, a vila foi extinta e anexada novamente a Sabará, devido à Lei n° 472, de 31 de maio de 1850. A extinção provavelmente ocorreu porque o município não cumpriu as exigências previstas na lei para sua formação, como a construção de uma Casa de Câmara e Cadeia, dentro de um prazo de três anos.
A restauração da Vila de Santa Luzia ocorreu em 30 de abril de 1856, através da Lei Provincial nº 755, que desmembrou o território de Sabará e manteve as freguesias de Santa Quitéria e Capella Nova sob a jurisdição de Sabará. A elevação à categoria de cidade ocorreu em 14 de maio de 1858, através da Lei Provincial n.º 860, recebendo o nome de Santa Luzia.
Controvérsias sobre a denominação de Santa Luzia e Santa Luzia do Rio das Velhas surgiram devido às diferentes leis que mencionavam o nome do município. Algumas delas, como as Leis 1.515, 2.321, 3.722 e o Decreto 443, citavam o município como "Santa Luzia", enquanto outras, como os Decretos 1.090, 1.106, 1.251 e as Leis 319 e 843, mencionavam o nome "Santa Luzia do Rio das Velhas".
A questão foi solucionada pela Lei Estadual n.º 860, de 9 de setembro de 1924, que determinou que o município de Santa Luzia do Rio das Velhas passaria a ser denominado simplesmente como Santa Luzia.
Por fim, em 30 de dezembro de 1962, a Lei Estadual n.º 2.764 criou o distrito de São Benedito e o anexou ao município de Santa Luzia. Desde então, Santa Luzia tem mantido sua condição de cidade e continua a ser um importante polo histórico e cultural no estado de Minas Gerais.

### Cidade Imperial

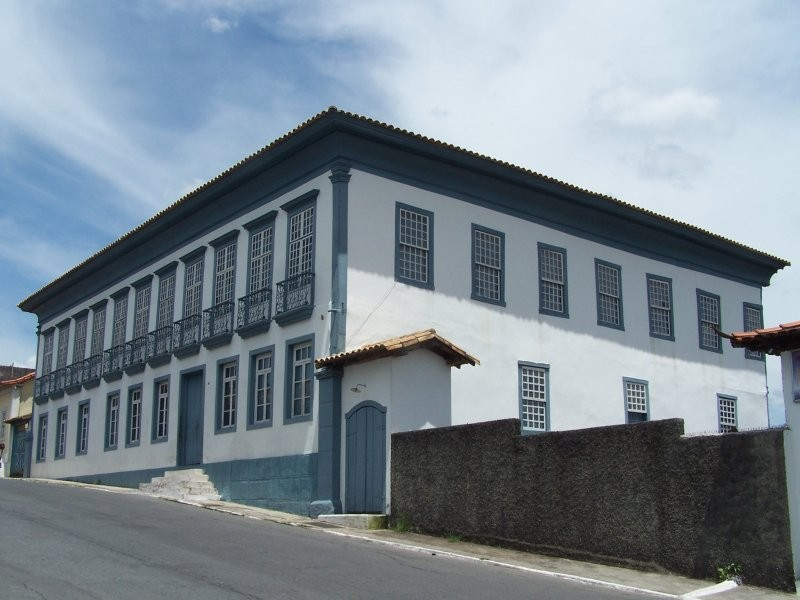
Solar da Baronesa

A partir da segunda metade do século XIX, Santa Luzia sofreu um processo paulatino de declínio. Vários fatores concorreram para isto, sendo o principal deve ter sido a queda do comércio entre o sertão e o Rio de Janeiro, decorrente da decadência da mineração e, consequentemente, do poder aquisitivo da população que vivia dessa atividade. Desaparecia, assim, o sustentáculo do dinamismo econômico luziense, ou seja, papel de entreposto comercial do sertão. O centro dinâmico da Província deslocara-se para as zonas cafeeiras da Mata e Sul e as áreas que não se estruturaram em função dessa atividade, como era o caso de Santa Luzia, tiveram que reorganizar-se e passaram por períodos de crise até encontrar opções econômicas relevantes. O município voltou-se, principalmente, para a atividade agrícola de subsistência, produzindo, em 1864, milho, arroz, feijão, mandioca, trigo, batatas, café, mamona e algodão. Sua produção artesanal chegou a adquirir certo vulto nessa época, tendo-se notícia da fabricação de móveis, como por exemplo oratórios, além de imagens delicadíssimas de pedra de jaspe, chegando, ambos, a serem vendidos fora da Província.
Santa Luzia foi visitada por Richard Francis Burton em 1867, vindo de Sabará de canoa, navegando o Rio das Velhas. Hospedou-se num hotel que considerou muito precário mas barato. Teve sua atenção despertada pelo grande número de casas de prostituição estabelecidos na vila apesar dela ser tida como sede de um santuário. Comentou,  porém, ter ouvido falar que esse comércio ali era menos próspero do  que em Curvelo. Registrou a existência da igreja matriz e da igreja de N. S. do Rosário.

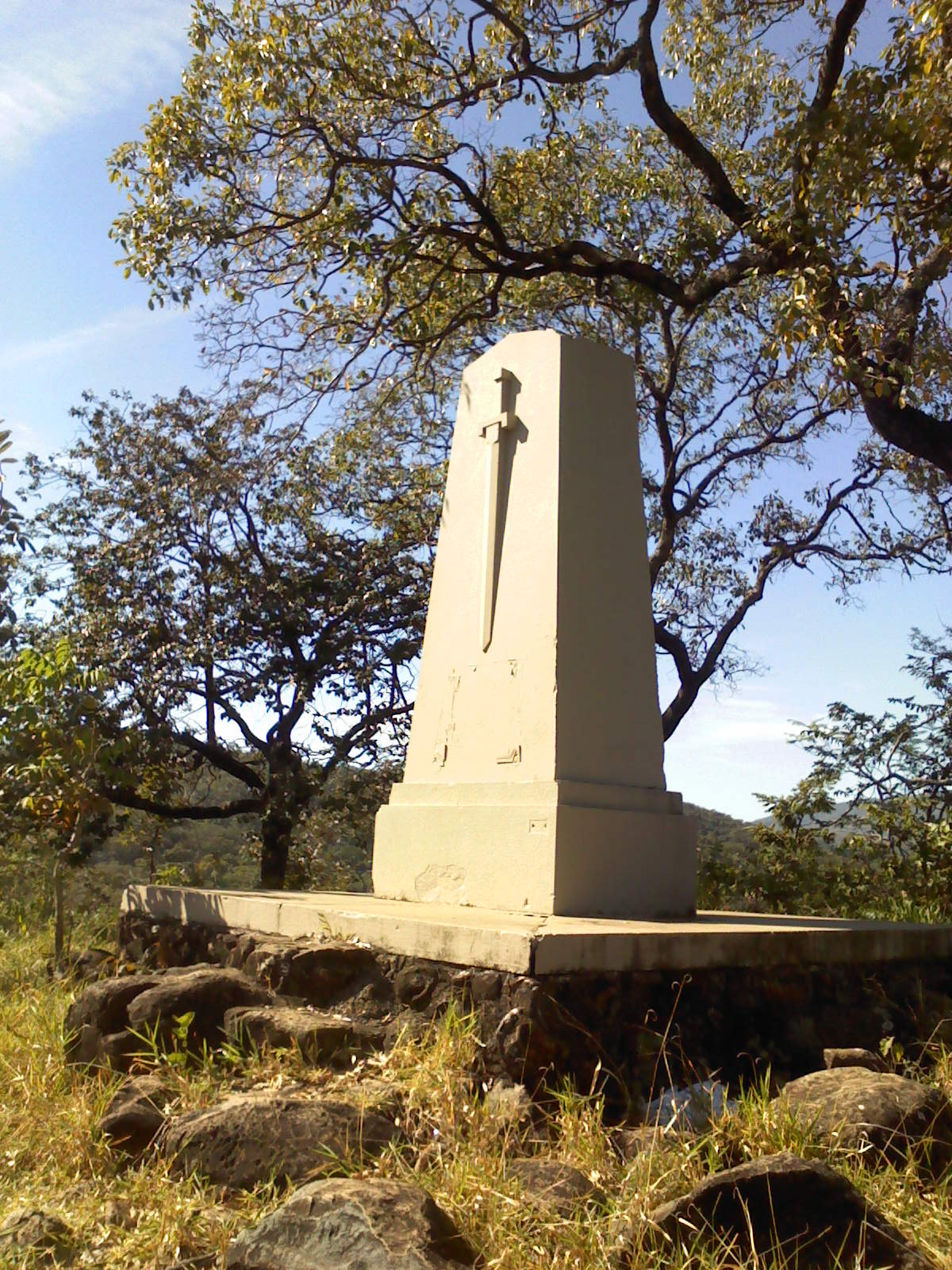
Monumento a Duque de Caxias no sítio histórico do Recanto dos Bravos

Uma atração notável de Santa Luzia é o Mosteiro de Macaúbas, fundado em 1714 pelos irmãos Manuel e Félix da Costa Soares. Devido à proibição de ordens religiosas secundárias em Minas Gerais, o local não era formalmente um mosteiro, mas sim uma casa de recolhimento, sendo devidamente regulamentado apenas no final do século XVIII. A instituição foi visitada por Richard Burton, que registrou que a construção que conheceu datava de 1745, e não da estrutura original de 1714, cujas ruínas ainda eram visíveis na época.
O Mosteiro de Macaúbas desempenhou um papel significativo na vida de Chica da Silva e de sua família. Nove de suas filhas foram educadas no local, enviadas para lá com o objetivo de se prepararem para uma vida virtuosa, seja para contraírem bons casamentos ou para se dedicarem à vida religiosa. Chica da Silva e seu companheiro, o contratador de diamantes João Fernandes de Oliveira, visitavam frequentemente o recolhimento para ver as filhas, e o casal mandou construir uma casa ao lado do mosteiro para hospedagem durante essas visitas. Foi nessa residência que, em 12 de novembro de 1770, Chica da Silva ditou seu testamento, documento que revela aspectos importantes de sua vida e de sua relação com o local. Além disso, como parte do dote para as filhas, o casal financiou a construção de uma nova ala no recolhimento, conhecida como "Ala do Serro", que incluía celas e um mirante para abrigar as filhas e os escravizados que as serviam. João Fernandes também é creditado pela construção de uma capela ricamente ornamentada dentro do mosteiro.
O Mosteiro de Macaúbas também esteve ligado a outras figuras históricas, como o Padre Rolim. Durante o período em que o padre inconfidente foi enviado ao degredo, sua esposa, Quitéria Rita, e seus filhos residiram em uma casa localizada na entrada do mosteiro. Quitéria Rita era filha de Chica da Silva, o que reforça os laços familiares e históricos entre o mosteiro e essas personalidades. Após seu retorno ao Brasil, já indultado, o Padre Rolim reuniu a família e retornou a Diamantina, onde viveu até uma idade avançada, sobrevivendo à esposa e a alguns de seus filhos.
Um dos acontecimentos mais relevantes na vida do luziense do século XIX foi sua participação na Revolução Liberal de 1842 contra o governo Imperial, quando alguns moradores uniram-se aos revoltosos, comandados por Teófilo Ottoni, fazendo o seu quartel-general no próprio povoado - o Solar Teixeira da Costa, localizado em frente ao santuário e que ainda guarda as marcas de balas em suas janelas. Santa Luzia foi palco da batalha final desta revolução, sendo um Muro de Pedras utilizado como trincheira contra as tropas legalistas de então Barão de Caxias, monumento que constitui, atualmente, parte de seu acervo histórico.
Com o fim da exploração do ouro, Santa Luzia tornou-se um importante centro comercial, ponto de parada dos tropeiros que vinham negociar e comprar mercadorias. Na rua do Comércio, no bairro da Ponte, existia um porto para os barcos que navegavam pelo Rio das Velhas, transportando mercadorias comercializadas em Minas Gerais. Assim, Santa Luzia passa a ser um ponto de referência do comércio, cultura e arte.
O imperador D. Pedro II, em visita a Santa Luzia em 1881, ficou hospedado no Solar da Baronesa, um centro de referência social e cultural do século XVI, localizado na Rua Direita, no Centro Histórico. A visita foi registrada, pelo imperador, através de um desenho de um trecho do centro histórico da cidade. Esse desenho foi a prova histórica que concedeu ao município o título de Cidade Imperial.

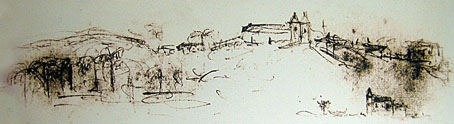
Santa Luzia, por d. Pedro II – Diário do Imperador – v. 24/1a. parte – de 26.03 a 19.04/1881..

### Crescimento econômico
A partir de 1880 a situação econômica luziense encontrou melhores perspectivas devido à construção de uma fábrica de tecidos, próxima a cidade. O potencial algodoeiro da região, o crescimento demográfico local e, consequentemente, a ampliação do mercado consumidor, foram fatores favoráveis ã instalação da "fábrica de Tecidos São Vicente" em Santa Luzia.
A situação internacional também contribui para o aparecimento de indústrias têxteis no Brasil, já que, em 1860, sua produção de algodão foi ampliada para exportar para a Inglaterra, em substituição ao algodão norte-americano, cujas exportações foram interrompidas com a Guerra de Secessão. Com o fim da Guerra Civil, entretanto, as exportações norte-americanas retomaram seu lugar, acarretando uma queda da produção e exportação nacionais. Mas, ao que tudo indica, a abundância da matéria-prima a preços baixos, na década de 70, criou uma condição favorável para as manufaturas têxteis no Brasil.
Entretanto, a fábrica São Vicente não obteve o sucesso esperado nos seus primeiros anos de funcionamento. Problemas ligados à força motriz prejudicaram sua produção, provocando séria crise financeira. Em 1891, a fábrica foi vendida à Companhia Cedro e Cachoeira, de propriedade dos irmãos Mascarenhas, donos de uma série de indústrias têxteis na área do Rio das Velhas. Também os Mascarenhas lutaram para solucionar o problema da força motriz, só resolvido alguns anos depois. Então, sua produção foi ampliada, chegando a trabalhar com 100 teares e 150 operários. Nesse momento, porém, surgiu o problema da aquisição da matéria-prima com o término do "boom" algodoeiro na região, passando a fabrica a adquiri-la no Nordeste.
O algodão do Nordeste era transportado pelo vapor "Saldanha Marinho", fretado pela Companhia para levar tecidos e trazer algodão, ampliando, com isto, o seu mercado consumidor, viajando até Juazeiro. A navegação era feita não só no rio São Francisco como também no Rio das Velhas, chegando até Santa Luzia conforme o nível das águas. Nos períodos de seca, o Rio das Velhas não se prestava à navegação e o transporte era feito por tropas. Esse tipo de transporte, entretanto, foi abandonado em pouco tempo, pois em 1893 os trilhos da Estrada de Ferro Central do Brasil chegaram a Santa Luzia, e, logo depois, a Pirapora, passando a fabrica a receber e expedir mercadorias por ela, abandonando totalmente a precária navegação do Rio das Velhas.
O estabelecimento da Estação Ferroviária "Rio das Velhas", em Santa Luzia, foi de grande importância para a economia local. A parte baixa da cidade, localizada às margens dos trilhos e do rio, tomou novo impulso com o incremento da atividade comercial. Desenvolveram-se o comércio a varejo e atacado, esse último encarregado das exportações para outras regiões, sobretudo os tecidos de algodão vendidos no norte do Estado.
A parte alta da cidade não foi tão beneficiada quanto a parte baixa. Manteve-se estagnada, sem melhorias urbanas ou comerciais, como relata o Jornal do Comércio de 1897: 
| “ | (...) mal calçada, mal iluminada, com ruas em ladeira e a certas horas do dia sem viva alma que por elas transite, parece uma cidade morta, uma verdadeira necrópole ... as casas particulares conservam-se fechadas, as comerciais com uma só porta aberta e com os patrões ou caixeiros assentados nos balcões,as famílias olhando para a rua através das venezianas, as ruas desertas(...) | ” |

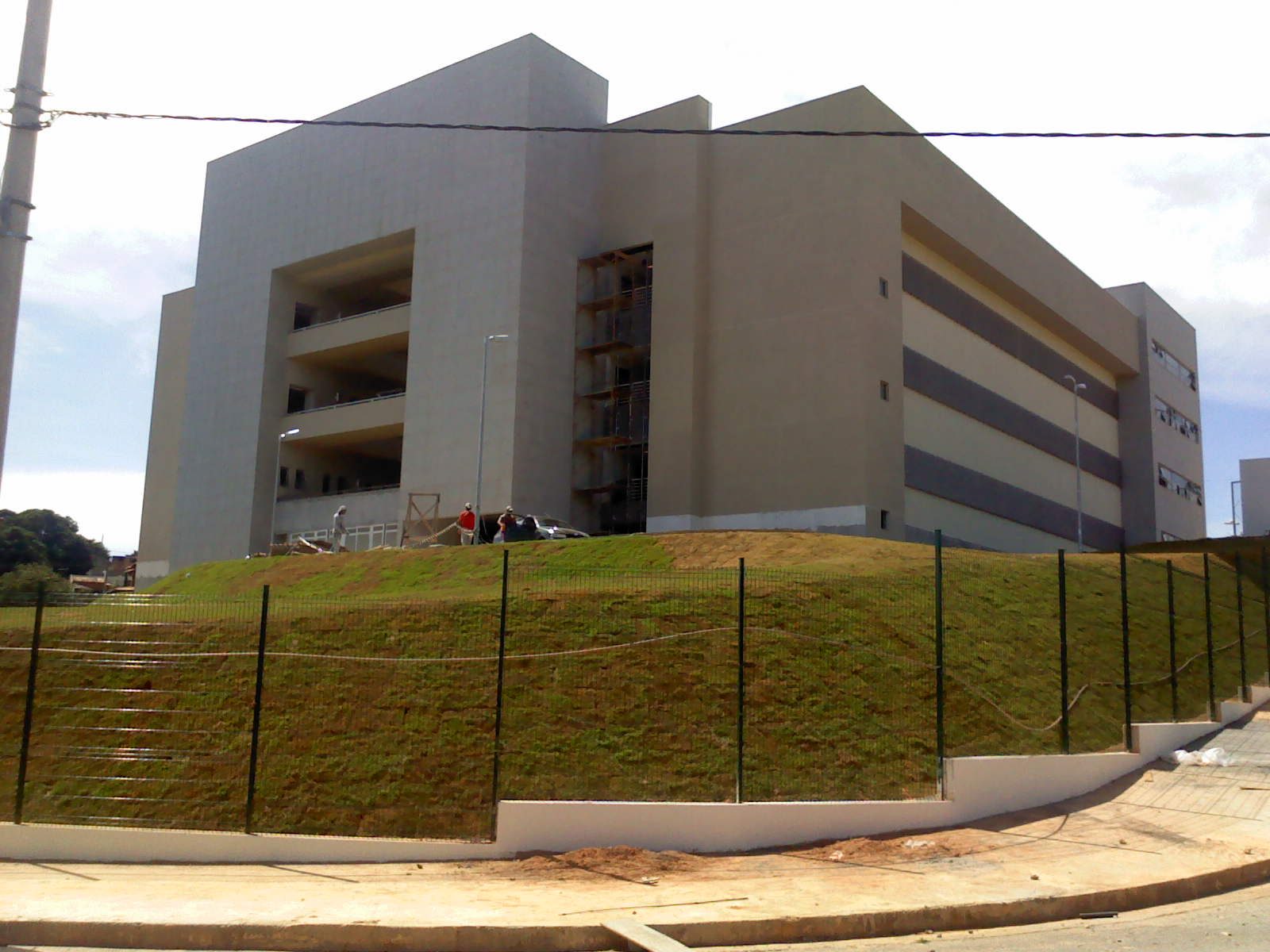
Prédio do Fórum Desembargador Pedro Viana, no bairro Novo Centro

Apesar do quadro decadente apresentado pelo jornal, a falta de movimento na cidade, naquela época, era um fato normal. Note-se que as atividades econômicas de caráter urbano eram insignificantes, pois a maioria da população vivia no meio rural, dedicando-se a atividades agropecuárias. A parte alta da cidade só teve certo desenvolvimento quando foram efetuados alguns melhoramentos urbanos, em 1913: instalação de luz elétrica, canalização de água potável, bondes elétricos comunicando o centro com o bairro da Estação Férrea, recebendo, assim, uma certa modernização que estimulou, de certa forma, as atividades industriais e comerciais.
O desenvolvimento econômico apresentado pelo município, a partir da segunda metade do século passado, transformou um pouco a fisionomia da cidade, que sofreu acentuado crescimento urbano, mas soube, entretanto, preservar grande parte de sua memória colonial. Na parte alta da cidade, a mais antiga e tradicional, persistem monumentos de grande valor histórico enfeitando as ruas tortuosas e íngremes, como a capela do Bonfim, igreja do Rosário, o Santuário Arquidiocesano Santa Luzia, o Solar da Baronesa, o Solar Teixeira da Costa (também conhecido como Quartel dos Revoltosos), e muitos outros.

## Geografia
Situada a 18 km de Belo Horizonte, Santa Luzia está localizada de forma estratégica na Região Metropolitana, próxima aos aeroportos de Confins e da Pampulha. Dispõe de linha férrea e gasoduto subterrâneo. Santa Luzia é o 4º polo Industrial da Grande BH e ocupa o décimo terceiro lugar entre as cidades mais populosas de Minas Gerais. O município possui três vias de acesso com portais: via MG-020 ou Avenida das Indústrias; via MG-010 e MG-433 via São Benedito e via BR-381, através da Avenida Beira Rio. Os portais marcam o limite com com Belo Horizonte e Sabará e dão identidade ao município, além de fazerem parte do sistema de segurança.

### Região Metropolitana
O intenso processo de conurbação atualmente em curso na chamada Grande BH vem criando uma metrópole cujo centro está em Belo Horizonte e atinge os municípios de Contagem, Betim, Igarapé, Nova Lima, Ribeirão das Neves, Santa Luzia, Ibirité, Vespasiano e Sabará. A Região Metropolitana de Belo Horizonte (RMBH) foi criada no ano de 1973 e atualmente é constituída por 34 municípios, sendo a terceira maior aglomeração urbana do Brasil, com 5 128 282 habitantes. Seu Produto Interno Bruto (PIB) somava em 2021 cerca de 246,8 bilhões de reais, dos quais aproximadamente 2,14% pertenciam ao município de Santa Luzia, sendo o sexto maior PIB da Região Metropolitana.

### Geologia e Hidrografia

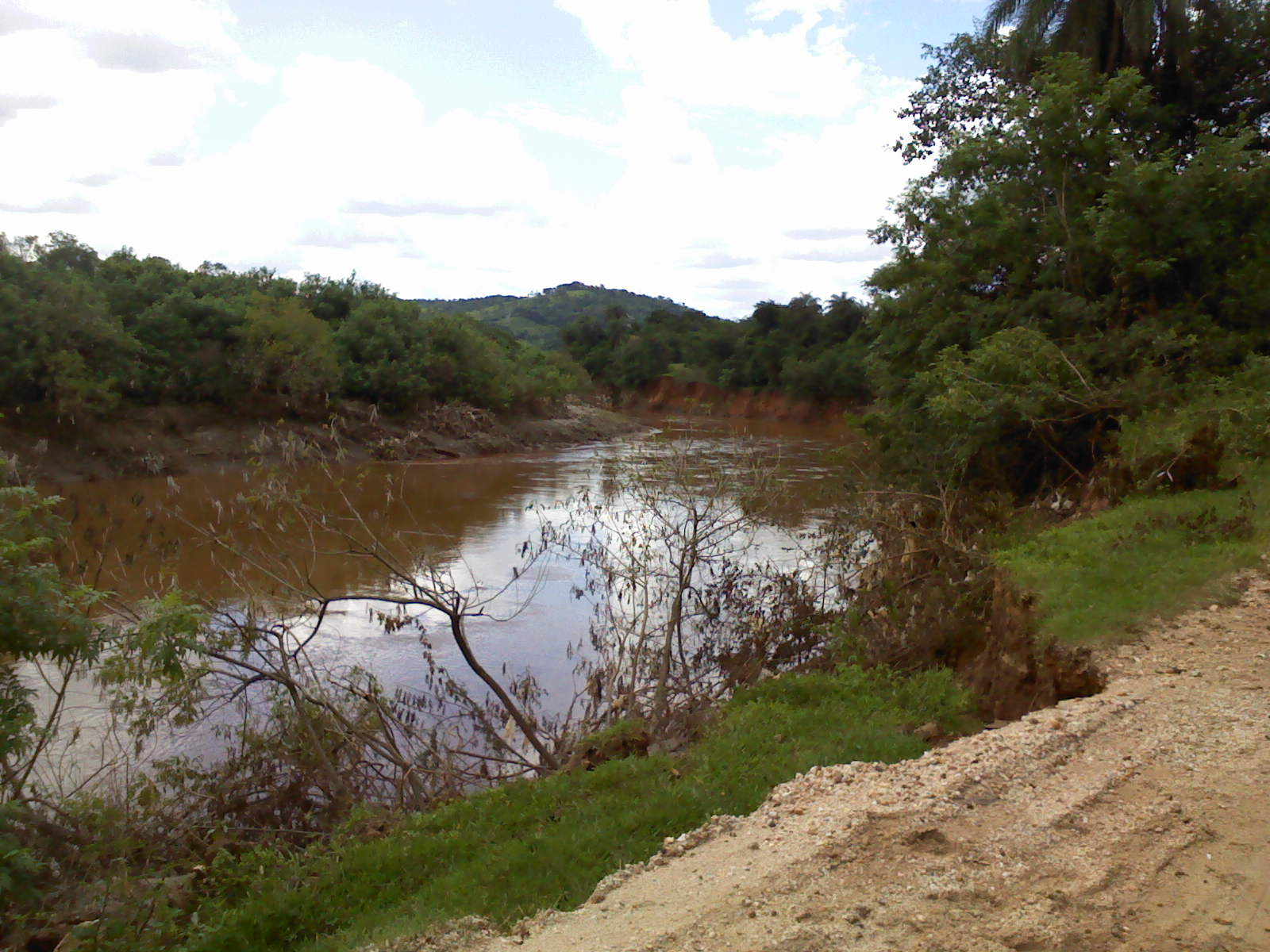
Rio das Velhas, em Santa Luzia.

Situado na Depressão de Belo Horizonte, uma das três províncias geomorfológicas da Grande BH, o município de Santa Luzia tem uma paisagem típica caracterizada por colinas côncavo-convexas e fundos de vales extensos, formados por depósitos aluviais, apresentando a altitude média de 750 metros.
Os pontos mais altos do município estão localizados ao extremo sudeste do território, na formação geológica conhecida como Serra da Piedade. O ponto culminante está localizado na divisa com Sabará e possui uma altitude de 1.359 metros. A cerca de 3 quilômetros deste pico há outro com altitude de 1.188 metros, localizado na Serra do Garimpo, cordilheira isolada paralela a Serra da Piedade. Com exceção do extremo sul do município, apenas no extremo norte ocorrem altitudes acima dos 1.000 metros, ocorrendo na localidade de Água Limpa, onde a altitude chega a 1.023 metros. A altitude mínima se encontra na foz do Rio Taquaraçu, com 660 metros, no extremo norte, na divisa com Lagoa Santa e Jaboticatubas. O núcleo urbano, constituído por dois segmentos distintos, assentou-se sobre o fundo do vale do Rio das Velhas (parte baixa da cidade) e no topo das colinas (parte alta), apresentando, devido ao relevo acidentado e a diferença de nível entre os dois pontos, fortes declividades de 10 a 25% e superior a 25%, em algumas áreas.
Possui vasta rede hidrográfica, pertencente à bacia do Rio das Velhas, principal curso d'água que atravessa o município e o divide ao meio. Este sofre gravemente com a degradação ambiental, pois ao passar por Santa Luzia, o rio já recebeu os seus afluentes Ribeirão Arrudas e Onça, altamente poluídos por receberem uma grande parte de esgoto in natura de Belo Horizonte e Contagem, pois suas estações de tratamento de esgoto ainda não operam em capacidade total. Os principais cursos d'água no município, são: os ribeirões Baronesa, da Mata, Vermelho, os córregos do Garajaú, da Calçada, Tenente, Maquiné, Bicas e o rio Taquaraçu.

### Clima
O clima luziense é caracterizado tropical com estação seca (Aw, segundo Köppen), próximo do clima subtropical úmido (ou tropical de altitude - Cwa) com diminuição de chuvas no inverno e temperatura média anual de 21,5 °C, tendo invernos secos e amenos (raramente frios) e verões chuvosos com temperaturas moderadamente altas. Os meses mais quentes, janeiro e fevereiro, contam com temperatura média de 23,3 °C, e o mês mais frio, julho, de 18,5 °C.
A precipitação média anual é de 1023 mm, sendo junho o mês mais seco, quando ocorrem apenas 7,0 mm. Em dezembro, o mês mais chuvoso, a média fica em 225 mm.
| Dados climatológicos para Santa Luzia (Minas Gerais)              | Dados climatológicos para Santa Luzia (Minas Gerais) | Dados climatológicos para Santa Luzia (Minas Gerais) | Dados climatológicos para Santa Luzia (Minas Gerais) | Dados climatológicos para Santa Luzia (Minas Gerais) | Dados climatológicos para Santa Luzia (Minas Gerais) | Dados climatológicos para Santa Luzia (Minas Gerais) | Dados climatológicos para Santa Luzia (Minas Gerais) | Dados climatológicos para Santa Luzia (Minas Gerais) | Dados climatológicos para Santa Luzia (Minas Gerais) | Dados climatológicos para Santa Luzia (Minas Gerais) | Dados climatológicos para Santa Luzia (Minas Gerais) | Dados climatológicos para Santa Luzia (Minas Gerais) | Dados climatológicos para Santa Luzia (Minas Gerais) |
| Mês                                                               | Jan                                                  | Fev                                                  | Mar                                                  | Abr                                                  | Mai                                                  | Jun                                                  | Jul                                                  | Ago                                                  | Set                                                  | Out                                                  | Nov                                                  | Dez                                                  |                                                      |
| ----------------------------------------------------------------- | ---------------------------------------------------- | ---------------------------------------------------- | ---------------------------------------------------- | ---------------------------------------------------- | ---------------------------------------------------- | ---------------------------------------------------- | ---------------------------------------------------- | ---------------------------------------------------- | ---------------------------------------------------- | ---------------------------------------------------- | ---------------------------------------------------- | ---------------------------------------------------- | ---------------------------------------------------- |
| Temperatura máxima média (°C)                                     | 27,5                                                 | 28,1                                                 | 27,3                                                 | 26,6                                                 | 25,0                                                 | 24,3                                                 | 24,3                                                 | 25,9                                                 | 27,5                                                 | 28,4                                                 | 26,7                                                 | 26,9                                                 |                                                      |
| Temperatura média compensada (°C)                                 | 23,2                                                 | 23,4                                                 | 22,8                                                 | 21,9                                                 | 19,7                                                 | 18,7                                                 | 18,5                                                 | 19,8                                                 | 21,6                                                 | 23,0                                                 | 22,2                                                 | 22,6                                                 |                                                      |
| Temperatura mínima média (°C)                                     | 19,4                                                 | 19,3                                                 | 19,0                                                 | 17,6                                                 | 15,0                                                 | 13,9                                                 | 13,4                                                 | 14,4                                                 | 16,4                                                 | 18,2                                                 | 18,6                                                 | 19,1                                                 |                                                      |
| Precipitação (mm)                                                 | 176                                                  | 104                                                  | 124                                                  | 52                                                   | 28                                                   | 9                                                    | 7                                                    | 11                                                   | 43                                                   | 70                                                   | 174                                                  | 225                                                  |                                                      |
| Dias com precipitação (≥ 1 mm)                                    | 12                                                   | 9                                                    | 11                                                   | 7                                                    | 4                                                    | 1                                                    | 1                                                    | 2                                                    | 4                                                    | 8                                                    | 14                                                   | 15                                                   |                                                      |
| Umidade relativa compensada (%)                                   | 73                                                   | 69                                                   | 74                                                   | 70                                                   | 67                                                   | 66                                                   | 62                                                   | 55                                                   | 55                                                   | 58                                                   | 71                                                   | 76                                                   |                                                      |
| Insolação (h)                                                     | 8,4                                                  | 8,6                                                  | 7,6                                                  | 7,2                                                  | 7,2                                                  | 7,3                                                  | 7,5                                                  | 8,2                                                  | 8,2                                                  | 8,0                                                  | 7,0                                                  | 7,7                                                  |                                                      |
| Fonte: Climate-data.org (médias climatológicas entre 1991 - 2021) |                                                      |                                                      |                                                      |                                                      |                                                      |                                                      |                                                      |                                                      |                                                      |                                                      |                                                      |                                                      |                                                      |

## Demografia
Em 2022, a população do município foi contada pelo Instituto Brasileiro de Geografia e Estatística (IBGE) em 219 132 habitantes. Segundo o censo daquele ano, 104 608 habitantes eram homens e 114 524 habitantes mulheres. Da população total naquele ano, 42 679 habitantes (19,5%) tinham menos de 15 anos de idade, 144 889 habitantes (66,1%) tinham de 15 a 60 anos e 31 564 pessoas (14,4%) possuíam mais de 60 anos.
Em 2022, a população era composta por 56 540 brancos (25,8%), 42 743 negros (19,5%), 203 amarelos (0,09%), 119 430 pardos (54,5%) e 211 indígenas (0,09%).
O Índice de Desenvolvimento Humano Municipal (IDH-M) de Santa Luzia é considerado alto pelo Programa das Nações Unidas para o Desenvolvimento (PNUD), sendo que seu valor é de 0,715 (o 1454º maior do Brasil). A cidade possui a maioria dos indicadores próximos à média nacional segundo o PNUD. Considerando-se apenas o índice de educação o valor é de 0,625, o valor do índice de longevidade é de 0,859 e o de renda é de 0,682.
De acordo com dados do censo de 2010 realizado pelo IBGE, a população municipal está composta por: 105 692 católicos (52,0%), 68 518 evangélicos (33,7%), 18 560 pessoas sem religião (9,1%) e 5,1% estão divididos entre outras religiões. A cidade sedia o Santuário Arquidiocesano Santa Luzia, que corresponde a um dos principais templos da Igreja Católica no município. 
O início da ocupação de Santa Luzia data de 1692, mas seu grande crescimento populacional só aconteceu no século XX, com a o desenvolvimento de Belo Horizonte e a confirmação das cidades vizinhas como periferia da capital. O crescimento foi intensificado principalmente no  Distrito de São Benedito, nos anos 50 com aprovação dos bairros São Benedito e São Cosme, impulsionados talvez pela tentativa do estado de criar em Santa Luzia uma nova Cidade Industrial, maior que a já existente em Contagem, porém esse projeto não vingou bem por questões políticas e geográficas. Mas isso não desanimou a ocupação, pois nos anos 80 foram criados dois grandes conjuntos habitacionais, o Cristina e o Palmital, que juntos formavam um dos maiores conjuntos habitacionais do Brasil, com 8.381 moradias construídas pela Cohab-MG na década de 1980.
Evolução demográfica de Santa Luzia (1872-2022), em hab.

## Política

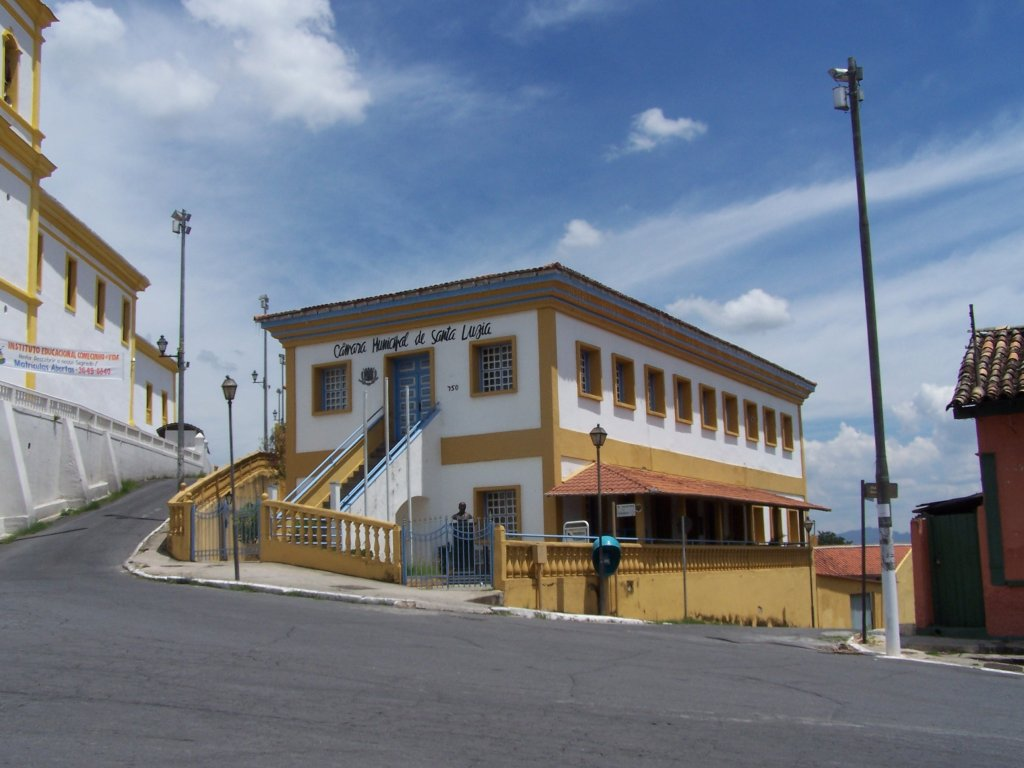
Câmara Municipal.

Com a elevação a vila, Santa Luzia deveria construir o prédio da câmara de acordo com as exigências previstas na lei de formação de município, não conseguido construir, em três anos a vila foi extinta e anexada a Sabará. Com o tempo foram vencidas as dificuldades e o município se fortaleceu. Um dos promissores políticos de Santa Luzia foram Manuel Ribeiro Viana e Quintiliano Rodrigues da Rocha Franco, Barões de Santa Luzia. Santa Luzia foi berço de vários políticos mineiros, como o senadores estaduais Modestino Gonçalves e Manoel Teixeira da Costa.
O Poder Executivo da cidade de Santa Luzia é representado pelo prefeito e seu gabinete de secretários, em observância ao disposto na Constituição Federal. A Lei Orgânica do Município, criada em 16 de agosto de 2000, é a lei maior do município.
O Poder Legislativo é representado pela câmara municipal, composta por 21 vereadores eleitos para cargos de quatro anos (em observância ao disposto no artigo 29 da Constituição, que disciplina um número máximo de 21 para municípios com mais de cento e sessenta mil e menos de trezentos mil de habitantes).

## Subdivisões
Santa Luzia possui uma área de 235,205 km² e subdivide-se em Sede, que se dá a categoria de cidade, e o distrito de São Benedito. A Sede de acordo com o plano diretor divide-se em Parte Alta, Parte Baixa, Zona de Expansão Urbana e Zona Rural.

| Bairros e distritos de Santa Luzia | | | |  |
| Sede - Parte Alta Centro \| Camelos \| São Geraldo \| Alto Bela Vista \| Adeodato \| Esplanada \| Capitão Paulo \| Bonanza \| Vila das Mansões \| Santa Monica \| Jardim Santa Cruz \| Moreira \| Idulipê \| Córrego das Calçadas \| Santa Matilde \| Córrego Frio \| Petrópolis \| Imperial \| Industrial Americano \| Colorado \| Kennedy \| Bom Jesus \| Maria Adélia \| Parque Nova Esperança \| Recanto do Olaria \| Retiro do Recreio | Sede - Parte Baixa Ponte Grande \| Ponte Pequena \| São João Batista \| Rio das Velhas \| São Francisco \| Alto do Tanque \| Nossa Senhora das Graças \| Novo Centro \| Monte Carlo \| Morada do Rio \| Vila Olga \| Vila Íris \| Gameleira \| Bicas \| Santa Rita \| Vale das Acácias \| Dona Rosarinha \| Padre Miguel \| Bagaçu \| Vila Ferraz \| Carreira Comprida \| Frimisa | São Benedito São Benedito \| Palmital \| Cristina \| Belo Vale \| Londrina \| Asteca \| São Cosme \| São José \| Chácaras Santa Inês \| Chácaras Del Rey \| Chácaras Gervásio Lara \| Vila Nova Esperança \| Nova Conquista \| Três Corações \| Castanheiras \| Baronesa \| Luxemburgo \| Duquesa I \| Duquesa II \| Liberdade \| Pérola Negra | Zona de Expansão Urbana Ribeirão da Mata \| Barreiro do Amaral \| Santa Helena \| Pinhões \| Casa Branca \| Bom Destino \| Simão da Cunha \| Maquiné \| Taquaraçu de Baixo \| Engenho \| Andrequicé Distritos São Benedito |  |

## Economia
Santa Luzia possui uma vocação econômica antiga, graças ao ciclo do ouro, muito abundante na região. A extração de ouro fez a cidade se fortalecer economicamente nos primeiros 100 anos. Mas com o fim do ciclo do ouro a cidade se viu fadada a agropecuária, mas se mantendo estabilizada como entreposto comercial. Novas expectativas surgiram com a construção de uma fábrica de tecidos e a construção da Estrada de Ferro Central do Brasil. A partir de 1950, com a decisão do governo de fortalecer a capital Belo Horizonte, assim como as áreas vizinhas, principalmente com a atividade industrial, a cidade teve um crescimento industrial e populacional. 

### Setor Primário
Até a metade do século XX, o setor primário da economia de Santa Luzia era predominante, mas a partir deste período, o município passou por um processo de industrialização pleno. Atualmente, a atividade silvícola é limitada, com apenas 26 hectares dedicados à produção de eucalipto em 2022. A produção agrícola também é reduzida, com apenas 230 hectares de feijão e 680 hectares de milho colhidos recentemente.
Em termos econômicos, o Produto Interno Bruto (PIB) da agropecuária de Santa Luzia foi de R$ 4.235.840 em 2021, representando apenas 0,08% do PIB total do município. Isso indica uma participação marginal do setor primário na economia local, destacando a transição de Santa Luzia de uma economia baseada na agricultura para um perfil mais industrializado ao longo das últimas décadas.

### Setor Secundário

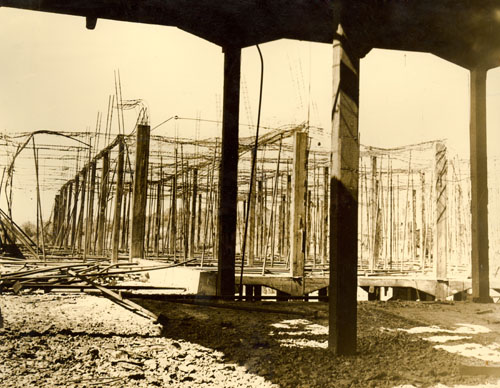
Frimisa após um grande incêndio em 1955.

A construção do maior frigorífico da América Latina, o FRIMISA, inaugurado por Juscelino Kubitschek, onde hoje está instalado o centro administrativo de Santa Luzia, trouxe fama e mais indústrias. A Companhia Frigoríficos Minas Gerais S.A.(Frimisa) foi autorizada pela Lei nº 833, de 17 de dezembro de 1951. Seu objetivo era a construção e exploração de uma rede de matadouros e armazéns frigoríficos destinados à industrialização da carne e de produtos derivados. A diversidade de interesses regionais e a ausência, em Minas, de tradição de empresariamento por intermédio de companhias por ações, não obstante a presença do Estado como avalista maior do investimento, foram fatores que dificultaram a implantação rápida da empresa. Sua regulamentação só ocorreu em abril de 1953, por meio do Decreto nº 3.981, e só entrou em funcionamento efetivo em 1959. No mês de agosto de 1955, irrompeu um violento incêndio. Após verificados os prejuízos advindos desse sinistro, o frigorífico adotou medidas que a colocaram como empresa pioneira nas políticas de prevenção.
Para atrair investidores no município, a prefeitura municipal adotou a política de incentivos fiscais, como a alíquota de 2% do ISSQN. Nos cinco distritos industriais estão instaladas diversas empresas de vários segmentos de mercado. Nos últimos anos, a taxa de crescimento da cidade foi de 13% e o PIB (Produto Interno Bruto) cresceu 78%. Este crescimento é reflexo de uma política voltada para o desenvolvimento econômico e social, ou seja, investir na geração de empregos, no atendimento social e na preservação da identidade cultural do município.
Por se uma cidade polinucleada, o município não possui uma localidade com característica de centro econômico, as atividades estão localizadas em bairros polos, sendo que no distrito de São Benedito está concentrada a maior atividade comercial, sendo muitas vezes confundido com sendo o centro por pessoas que não conhecem a cidade.
Distritos industriais

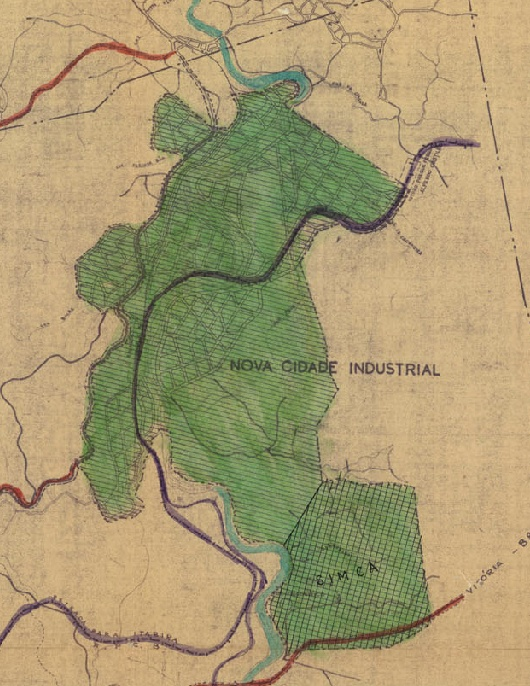
Plano de implantação da Nova Cidade Industrial

Com o plano de fortalecer Belo Horizonte, o Governo estadual, no início da década dos anos cinquenta, criou o Distrito Industrial de Santa Luzia. De forma geral, os objetivos da sua implantação e localização inserem-se no mesmo contexto que explica a criação da Cidade Industrial de Contagem. Entretanto, este Distrito somente foi planejado e organizado internamente em 1973. Sua proposta de planejamento previa a reserva de área para implantação de oficinas de reparos e manutenção, para implantação de atividades de prestação de serviços ( comércio, bancos ), para uso residencial, para recreação e demais usos : escolas,administração, saúde, etc. Entretanto, esta proposta não foi concretizada ocorrendo tão somente os assentamentos industriais.
Em Contagem, a escolha se deu, principalmente, pela facilidades de transporte e de suprimento de energia elétrica, enquanto que em Santa Luzia, ao lado das boas condições viárias , pesou bastante a existência de fontes de matéria-prima na região. Entretanto, o dimensionamento desses dois Distritos foi determinado de forma assistêmica. Prova disto é a grande extensão de área declarada de utilidade pública para fins de desapropriação em Santa Luzia - cerca de 21 km², grande parte da qual foi considerada inaproveitável para fins industriais , em estudo encomendado pela CDI-MG em 1973. Esse estudo foi elaborado levando-se em consideração a área já de domínio público, a existência de indústrias em funcionamento e o papel a ser desempenhado por Santa Luzia na Região. Os fatores básicos da seleção preliminar, nesse novo estudo, foi a topografia dos terrenos, a distância ao Rio das Velhas, as cotas de inundação, a possibilidade de abastecimento de água, dimensão, grau de urbanização, suporte do solo e facilidades de transporte. Em 1950, Santa Luzia representava 1,1 % do volume de produção industrial regional, passando a responder, em 1970, por 3,6 % da produção metropolitana.
O Distrito Industrial de Santa Luzia, constituído por 4 glebas que totalizam cerca de 8.700.000 m² numa faixa de aproximadamente 1.800 m de ambos os lados do talvegue do Rio das Velhas localizadas no município de Santa Luzia, Nordeste da Região Metropolitana de Belo Horizonte, é delimitado ao Norte pelo Córrego do Inferno, e ao Sul, pela rodovia BR-381. Antes mesmo de qualquer plano global de organização interna, a área onde se situam os distritos Industriais de Santa Luzia já abrigava algumas indústrias que ali se instalaram graças às condições locacionais favoráveis da microrregião. A disponibilidade de levantamento planialtimétrico dessa microrregião, em escala adequada, tornou possível a seleção das quatro glebas com potencialidades para implantação de Distritos Industriais.
Considerados os fatores restritivos, como declividade máxima dos terrenos, tamanho mínimo dos lotes industriais, possibilidade de inundações, infraestrutura existente e características geológicas, as quatro glebas potenciais resultantes foram denominadas DI-1, DI-2, DI-3 e DI-4.
DI-1 - Distrito Industrial Simão da Cunha, Implantado em 1973, distante 11 km do centro de Santa Luzia, com uma área total de 2.844.525,00 m². Possui 34 empresas, na maioria de pequeno e médio portes. Está localizado à margem esquerda da BR-381. Parte deste distrito se situa em Sabará.
DI-2 - Distrito Industrial Desembargados Melo Junior, implantado em 1973, com área 2.989.353 m². O distrito é ocupado por 15 empresas, algumas de grande porte.
DI-3 - Distrito Industrial Jorge Duprat Figueiredo, situado a 3 km do centro histórico de Santa Luzia foi implantado em 1973. Tem uma área total de 1.288.080,00 m².
DI-4 - Distrito Industrial Carreira Comprida foi implantado em 1973, distante 5 km do centro histórico de santa Luzia junto à Avenida Ângelo Teixeira da Costa no bairro de Carreira Comprida, com área total de 1.577.272,00 m². O distrito tem 13 empresas instaladas.
Dentro do município há outros locais onde se aglomeram indústrias, mas não fazem parte dos distritos industriais existentes.

## Estrutura urbana

### Saúde

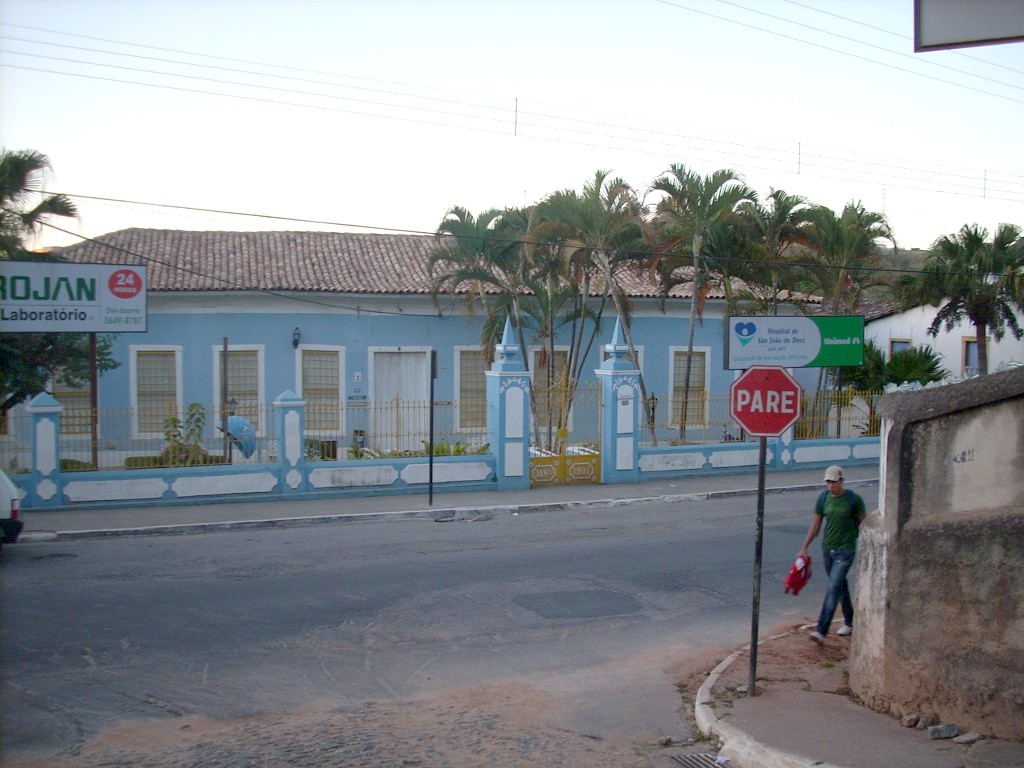
O Hospital São João de Deus.

Santa Luzia possuía no ano de 2009 61 estabelecimentos de saúde, sendo 22 deles privados e 39 municipais entre hospitais, pronto-socorros, postos de saúde e serviços odontológicos. A cidade possui ainda cerca de 96 leitos para internação em estabelecimentos de saúde. Existe um único hospital geral, o Hospital Municipal Madalena Parrillo Calixto, inaugurado em 2015, além do Hospital São João de Deus, que se encontra com atividades limitadas, atendendo apenas internações encaminhadas, sendo este filantrópico. Santa Luzia conta ainda com 49 auxiliares de enfermagem, 42 cirurgiões dentistas, 171 clínicos gerais, 21 cirurgiões gerais, 86 enfermeiros, 33 pediatras, 26 gineco-obstetras e 230 distribuídos em outras categorias, totalizando 658 profissionais de saúde. No ano de 2008 foram registrados 2 932 de nascidos vivos, sendo que 7.8% nasceram prematuros, 45,1% foram de partos cesáreos e 18.3% foram de mães entre 10 e 19 anos (0,5% entre 10 e 14 anos). A Taxa Bruta de Natalidade é de 12,9.

### Educação
O fator educação do IDH no município atingiu em 2000 a marca de 0,871 – patamar consideravelmente elevado, em conformidade aos padrões do Programa das Nações Unidas para o Desenvolvimento (PNUD).
O município contava em 2015 com aproximadamente 2 292  matrículas e 42 instituições do ensino pré-escolar; 29 706  matrículas e 59 instituições do ensino Fundamental; 8 673 matrículas e 25 instituições do ensino Médio. O município ainda conta com algumas instituições de ensino superior. São algumas delas Instituto Federal de Minas Gerais (IFMG),  Faculdade de Santa Luzia - FACSAL; Universidade Norte do Paraná (UNOPAR), Centro Universitário Internacional UNINTER, dentre outras.

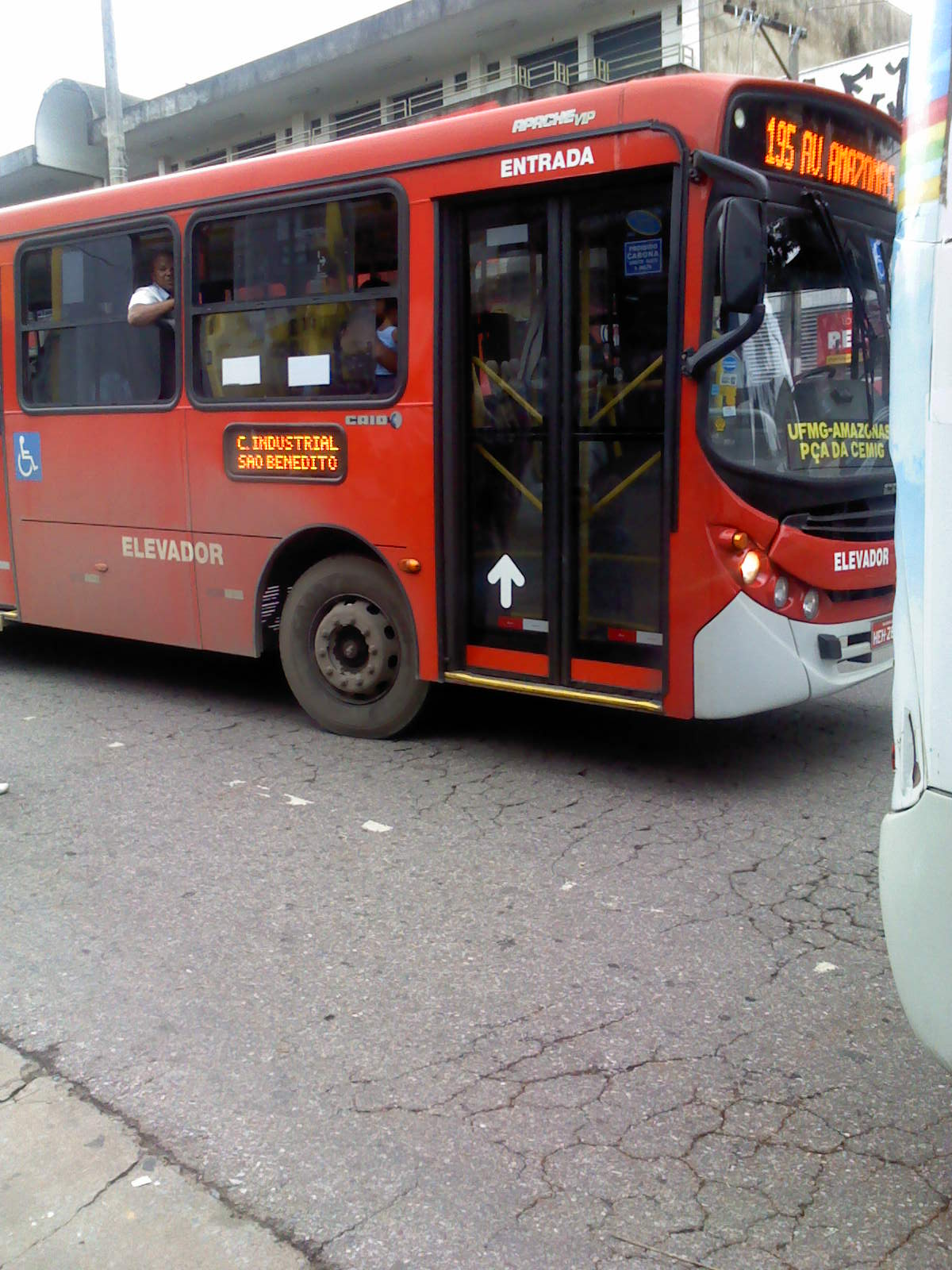
Ônibus metropolitano em Santa Luzia.

### Habitação, serviços e comunicação
No ano de 2010, segundo o IBGE, a cidade tinha 58 332 domicílios entre apartamentos, casas, e cômodos. Desse total 49 074  eram imóveis próprios, sendo 42 350 próprios já quitados (72,6%), 6 724 em aquisição (11,53%) e 6 451 alugados (11,06%); 2 497 imóveis foram cedidos, sendo 359 por empregador (0,62%) e 2 138 cedidos de outra maneira (3,67%). 310 foram ocupados de outra forma (0,53%). Grande parte do município conta com água tratada, energia elétrica, esgoto, limpeza urbana, telefonia fixa e telefonia celular. Naquele ano, 97,61% dos domicílios eram atendidos pela rede geral de abastecimento de água; 96,77% das moradias possuíam coleta de lixo. Em 2018 a geração média de resíduos sólidos girava em torno de 166,17 tonelada por dia. Os resíduos coletados são encaminhados para a Central de Tratamento de Resíduos CTR Macaúbas, localizado no município vizinho de Sabará.
O abastecimento de água é feito pela Companhia de Saneamento de Minas Gerais (Copasa). Já o serviço de fornecimento de energia elétrica é feito pela Companhia Energética de Minas Gerais (Cemig). No ano de 2003 existiam 50 552 de consumidores e foram consumidos 242 671 478 de KWh de energia.
O município possui três bacias de esgotamento sanitário, com cerca de 500 mil metros de rede coletora, atendendo o município com 88% de esgoto coletado. Existem atualmente seis Estações de Tratamento de Esgoto (ETEs) em operação, garantindo cerca de 77% do tratamento do esgoto coletado de acordo com a Copasa. Em relação ao Brasil como todo, Santa Luzia apresenta elevados índices de atendimento de esgotamento sanitário, contudo o crescimento populacional desordenado vem causando o aumento de ligações clandestinas de esgoto, aumentando a poluição de bacias do município. O sistema de abastecimento de água tratada, coleta de esgoto sanitário e todas estações são operadas pela Copasa.
O índice por área de discagem direta a distância (DDD) é de 031. Há fácil acesso à internet em algumas partes da cidade. Santa Luzia foi escolhida uma das 100 primeiras cidades que serão atendidas pelo Programa Nacional de Banda Larga (PNBL).
Santa Luzia conta ainda com alguns jornais com periodicidade semanal, quinzenal e mensal. O município conta também com diversos portais de notícias locais.

### Transporte

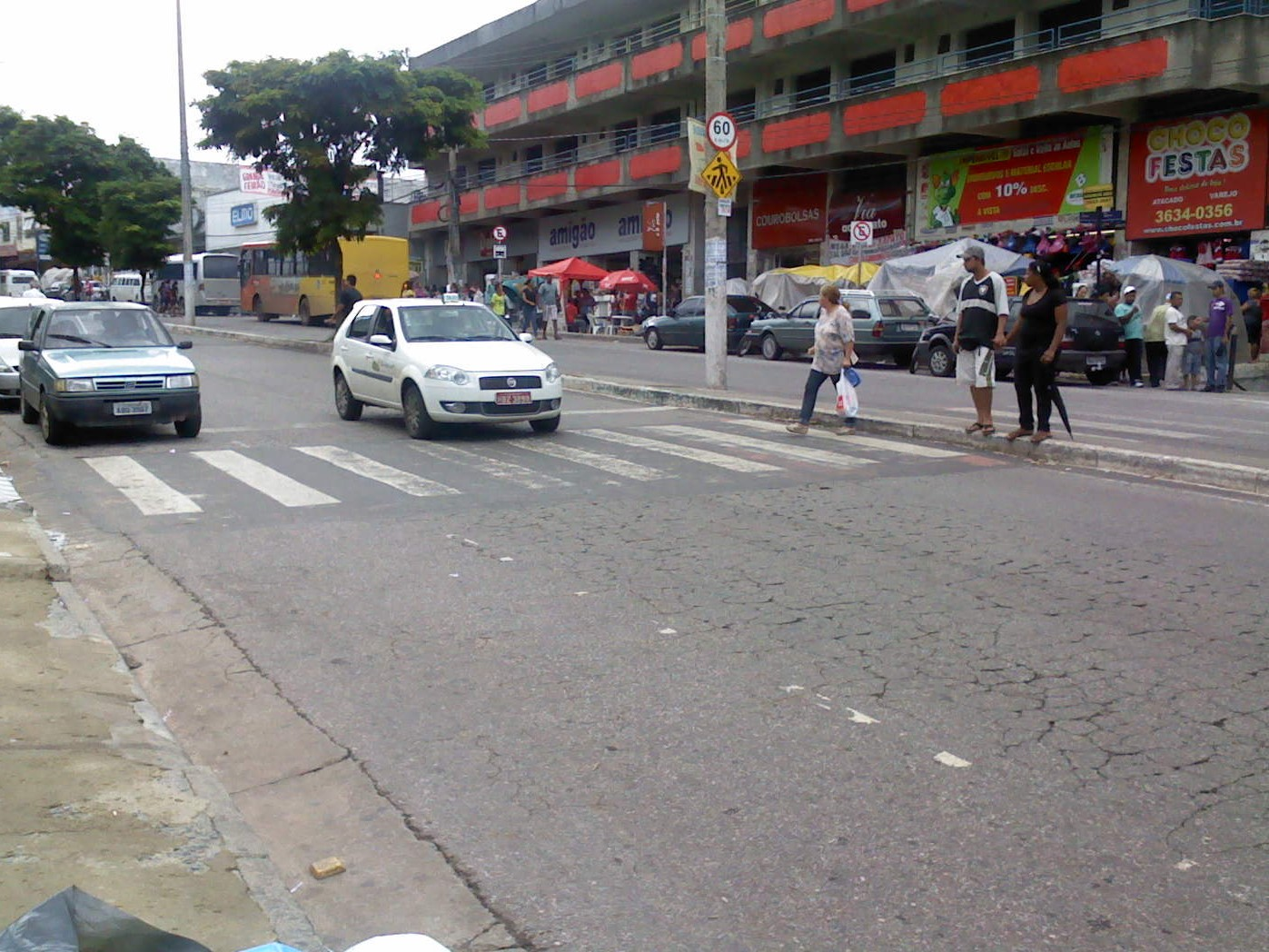
Avenida Brasília, uma das vias mais movimentadas da cidade.

O setor dos transportes é administrado pela Secretaria de Segurança Pública Trânsito e Transportes. O Sistema de Transporte Coletivo de ônibus abrange aproximadamente 20 linhas municipais e cerca de 60 linhas metropolitanas, exploradas por duas empresas distintas mas pertencentes a um mesmo grupo. O município é atendido pelo sistema de ônibus de trânsito rápido Move Metropolitano, gerenciado pela Secretaria de Estado de Infraestrutura, através do Terminal de integração de ônibus São Benedito, inaugurado em 2 de setembro de 2016, localizado no bairro Cristina, e quatro estações de transbordo localizadas na Avenida Brasília. Apesar de ser atendido pelo sistema, nenhuma faixa ou pista exclusiva foi destinada para o serviço dentro dos limites do município, prejudicando a operação plena.
Em 2021, a frota de veículos atingiu a marca de 91.358 veículos. A frota de carros vinha crescendo a taxas que variavam em cerca de 11% ao ano, acompanhado pela frota de motocicletas, que registrava um crescimento médio de 14,5% ao ano, contudo ambos setores tiveram estagnação nos últimos anos, crescendo em uma taxa de apenas 1,12% ao ano para carros e 2,5% para motocicletas. Proporcionalmente, Santa Luzia tem uma das maiores proporções de veículo por habitante de Minas Gerais: 1 veículo para cada grupo de 2,4 habitantes (em São Paulo, estima-se um veículo por 1,4 habitante e Belo Horizonte 1 veículo por 1,06  habitantes). Enquanto os ônibus costumam andar lotados com até cem passageiros, os carros costumam circular vazios. A utilização de bicicletas como meio de transporte também é bastante reduzida por falta de investimentos em campanhas educativas e por falta de segurança ao ciclista em vários pontos da cidade, principalmente na ligação entre distrito de São Benedito e Sede da cidade. No ano de 2022 fora inaugurada a primeira ciclovia do município, a ciclovia Alan Bosco Ribas, que liga o bairro Frimisa ao Parque Linear da Avenida Nosso Senhor Bonfim, passando pela Avenida Brasília.
O transporte ferroviário da cidade ainda se encontra restrito ao de cargas na Linha do Centro da antiga Estrada de Ferro Central do Brasil, que liga o município à capital mineira e à Sabará, além de outras cidades situadas ao norte do estado como Montes Claros e Monte Azul, estando concedida à Ferrovia Centro-Atlântica desde 1996.
Devido aos inúmeros transtornos causados pelo transporte rodoviário na região como trânsito pesado e a insuficiência dos ônibus intermunicipais para um grande número de usuários que deles dependem para se deslocarem à capital, as autoridades locais planejam reativar o transporte ferroviário de passageiros por meio de trens urbanos que fariam a ligação entre Santa Luzia e Belo Horizonte pela Linha do Centro da antiga EFCB.
O município é atendido por três aeroportos localizados na Região Metropolitana de Belo Horizonte. O Aeroporto de Confins (Aeroporto Internacional Tancredo Neves), construído na década de 1980, é um dos mais modernos do Brasil e capaz de receber cinco milhões de passageiros por ano com conforto e comodidade. O Aeroporto Industrial de Confins opera desde agosto de 2006, com a produção voltada para a exportação. Dentro dos limites do município não há nenhuma pista de pouso de aeronaves registrada, principalmente ao fato da proximidade dos aeroportos e suas áreas de aproximação.

## Cultura
Santa Luzia, uma cidade histórica e colonial, é conhecida por seu rico patrimônio cultural preservado pela comunidade local. A Secretaria Municipal de Cultura e Turismo coordena atividades e programas que promovem a valorização das tradições culturais e históricas do município, além de incentivar a participação da comunidade em eventos culturais. A cidade destaca-se pelo turismo religioso, com festividades como as celebrações de Nossa Senhora do Rosário, a Folia de Reis e a padroeira Santa Luzia. Faz parte do circuito turístico da Estrada Real, embora não possua trechos dentro de seu território. Além disso, Santa Luzia se destaca no turismo de eventos e rural, oferecendo uma variedade de experiências culturais e históricas para seus visitantes.

### Arquitetura e patrimônio histórico
Santa Luzia, uma cidade histórica de Minas Gerais, possui um rico patrimônio arquitetônico que reflete diferentes períodos e estilos. A cidade é marcada por dois principais períodos estilísticos: o colonial, que abrange os séculos XVIII e XIX, com predominância do barroco e rococó, e o Art Déco, que surgiu no final do século XIX e início do século XX, especialmente na região da estação ferroviária.
O Santuário Arquidiocesano Santa Luzia, situada no topo da rua Direita, é um dos marcos do estilo barroco na cidade, com acabamento interno característico e obras atribuídas a Mestre Ataíde, embora seu exterior tenha sido modificado no início do século XX. A Igreja de Nossa Senhora do Rosário, erguida pela irmandade dos negros, e a Capela de Nosso Senhor do Bonfim, com um retábulo dedicado ao Senhor do Bonfim, são exemplos notáveis da arquitetura religiosa colonial.
O Solar da Baronesa, construído entre o final do século XVIII e início do XIX, destaca-se pela decoração interna nos estilos rococó e neoclássico. Este solar hospedou D. Pedro II em 1881 e reflete a importância histórica da cidade. Outro ponto histórico significativo é o Muro de Pedras, palco da última batalha da Revolução Liberal de 1842, que inclui trincheiras e um obelisco em homenagem aos combatentes.
O Mosteiro de Macaúbas, fundado em 1714, e o Solar Teixeira da Costa, um dos mais belos casarões coloniais, também fazem parte do rico patrimônio de Santa Luzia. O mosteiro, que foi o primeiro colégio feminino da região, tornou-se um importante centro religioso. O solar, que abrigou a Casa de Cultura e o Museu Histórico Aurélio Dolabella, teria servido de quartel-general durante a Revolução Liberal de 1842 e pertenceu a figuras importantes da história local.
A cidade também tem exemplos do estilo Art Déco, especialmente na área da estação ferroviária, representando a transição para um período mais moderno de sua arquitetura. Santa Luzia continua a valorizar e preservar seu patrimônio histórico, promovendo um ambiente onde a história e a cultura são celebradas e integradas ao cotidiano da cidade.

### Música e Teatro
A música em Santa Luzia é representada por instituições renomadas como a Banda Benício Moreira e o Coral Mater Ecclesiae. A Banda Benício Moreira, a instituição cultural mais antiga da cidade, foi criada no final do século XIX sob a regência do maestro Benício Augusto Moreira. Já o Coral Mater Ecclesiae, fundado em 1995, é conhecido como Meninos Cantores de Santa Luzia e se destaca com repertório sacro e natalino, além de participar de diversos congressos nacionais e regionais. Ambos os grupos são fundamentais na preservação e promoção da rica tradição musical de Santa Luzia.
O município abriga dois teatros notáveis, cada um com sua história e estilo únicos. O Teatro Antônio Roberto de Almeida, originalmente conhecido como Teatro Trianon, foi um espaço cultural em estilo elisabetano que, com o surgimento do cinema, se transformou em cineteatro. O Trianon foi demolido e, na década de 1960, um novo teatro foi construído no local. Este novo espaço cultural já recebeu artistas de renome nacional e internacional. O Teatro Rural São Francisco de Assis, localizado em Taquaraçu de Baixo, destaca-se por sua origem singular: foi transformado de um antigo curral em teatro pelo Sr. José Lobo no século XX. Este espaço rústico, é um dos raros exemplos de teatro com características rurais no mundo e tem sido mantido pela comunidade local por quatro gerações. Tombado em nível municipal em 2008, o teatro simboliza a tradição cultural viva de Taquaraçu de Baixo.

### Tradição e Folclore
Santa Luzia é rica em tradições culturais e religiosas. A Festa de Santa Luzia, padroeira da cidade, é celebrada anualmente em dezembro com missas, procissões e eventos festivos que mobilizam a comunidade. Os Presépios de Santa Luzia são outra tradição importante, reunindo arte, cultura e história em exposições que encantam moradores e visitantes. A comunidade quilombola de Pinhões também celebra o Congado, com destaque para o "Fechamento do Reinado", onde guardas de Congo realizam danças e cânticos em homenagem a santos negros, preservando suas raízes africanas. Essas celebrações são fundamentais para a identidade cultural da cidade, promovendo a união e o fortalecimento dos laços comunitários.

### Esporte
Santa Luzia possui diversos times de futebol, predominantemente amadores. Nos últimos anos, a cidade teve dois clubes que atuaram no profissionalismo: o União Luziense Esporte Clube e o Arsenal Atividades Desportivas Sport Club. O União Luziense disputou várias edições da Segunda Divisão do Campeonato Mineiro entre 2011 e 2020 e esteve no Módulo II da Primeira Divisão do Campeonato Mineiro em 2004, 2007, 2008, 2021, 2022 e 2023, sendo rebaixado em 2024 . Já o Arsenal participou da Segunda Divisão entre 2006 e 2007 e de 2010 a 2016. Outro clube antigo da cidade é o Santa Cruz Esporte Clube, que ganhou destaque nas décadas de 1950 e 1970, contando com jogadores como Nívio Gabrich, que atuou no Clube Atlético Mineiro.
O principal estádio da cidade é o Estádio do Frimisa, localizado no bairro Frimisa, com capacidade para 2.400 espectadores. Este estádio é frequentemente utilizado para jogos de categorias de base de times da capital. Em 2011, foi palco de partidas do Minas Locomotiva, uma equipe de Belo Horizonte que competiu na Liga Brasileira de Futebol Americano.
Santa Luzia também se destaca no automobilismo, abrigando o Mega Space, que possui uma pista de asfalto de 2.600 metros e uma pista de arrancada. Este autódromo já sediou uma etapa da Pick-Up Racing e é um dos dois autódromos licenciados em Minas Gerais, juntamente com o Autódromo de Curvelo.
Uma figura de destaque no esporte da cidade é a jogadora de vôlei Fabiana Claudino. Iniciando sua carreira em escolinhas de Santa Luzia, rapidamente se transferiu para o Minas Tênis Clube, em Belo Horizonte. Fabiana conquistou duas medalhas de ouro em Jogos Olímpicos de Verão (Pequim 2008 e Londres 2012), dois vice-campeonatos mundiais, além de sete títulos do Grand Prix  . Em sua carreira por clubes, ganhou várias edições da Superliga, jogando por times de Minas e do Rio. Recentemente, Fabiana foi anunciada como a primeira atleta internacional na nova liga profissional dos Estados Unidos, a League One Volleyball (LOVB). Após deixar o Osasco, ela se prepara para novos desafios na América do Norte, embora ainda não tenha sido confirmada em uma equipe específica.